# Перванадил
 Тази статия е за йона.  За радикала вижте Ванадиев диоксид.  
Перванадилът е жълт ванадиев оксокатион. Има соли - перванадилен хлорид, перванадилен флуорид, перванадилен бромид, перванадилен йодид, перванадилен астатид. Името идва от метаванадиевата киселина.